# Súper Expreso (Metropolitano)
El servicio Súper Expreso es un servicio Expreso adicional que forma parte del Metropolitano en Lima, se lo puede reconocer por el color verde claro y el logo de un "SX" en los buses troncales.
Fue puesto a disposición por la Municipalidad de Lima el 26 de marzo del 2012, siendo anunciado como la mejor opción para ir de norte a sur, es el servicio Expreso con más cambios de ruta de todo el servicio troncal, su ruta original partía desde el terminal Naranjal directo a la estación Carnaval Moreyna solo de norte a sur y sin escala con ninguna otra estación, logrando una llegada aproximada de norte a sur de 27 minutos. La ruta como tal cambió entre el 2012 y 2013 ahora partiendo desde el terminal Naranjal hasta la estación Plaza de flores con escala en otras estaciones y en ambos sentidos. El servicio desde ese entonces recibió cambios constantes en los horarios y en las rutas, actualmente su ruta parte desde el terminal Naranjal hasta la estación 28 de Julio en las mañanas (en ambos sentidos) y en las tardes desde la estación Comunidad Andina - Aramburú hasta el terminal Naranjal (solo de sur a norte)

## Horarios
| Horario de operación | Horario de operación | Horario de operación |
| SUPER EXPRESO        | Hacia el Sur         | Hacia el Norte       |
| -------------------- | -------------------- | -------------------- |
| Lunes a viernes      | 05:30 a 09:00        | 17:00 a 21:00        |
| Sábados              | 06:00 a 09:00        | Sin servicio         |
| Domingos y feriados  | Sin servicio         | Sin servicio         |

## Estaciones
A continuación, todas las estaciones del Super Expreso, en algunas estaciones se pueden interconectar con diferentes servicios o expresos para una movilización de norte a sur o viceversa más rápida.
| N.º                           | Estacion                         | Transbordo con:                                                                  |
| ----------------------------- | -------------------------------- | -------------------------------------------------------------------------------- |
| 1                             | Terminal Naranjal                | Regular A · Regular D · Expreso 2 · Expreso 5 · Expreso 10 · Super Expreso Norte |
| RAMAL ALFONSO UGARTE - ESPAÑA |                                  |                                                                                  |
| RAMAL SUR                     |                                  |                                                                                  |
| 2                             | Canaval y Moreyra / Andrés Reyes | Regular C · Expreso 1 · Expreso 6 · Expreso 7 · Expreso 9 · Expreso 12           |
| 3                             | Comunidad Andina / Aramburú      | Regular C                                                                        |
| 4                             | Angamos                          | Regular C · Expreso 1 · Expreso 6 · Expreso 7 · Expreso 9 · Expreso 12           |
| 5                             | Benavides                        | Regular C · Expreso 6 · Expreso 9 · Expreso 12                                   |
| 6                             | 28 de Julio                      | Regular C · Expreso 1 · Expreso 2                                                |

| N.º                           | Estacion                                       | Transbordo con:                                         |
| ----------------------------- | ---------------------------------------------- | ------------------------------------------------------- |
| 1                             | Comunidad Andina / Aramburú (Embarque 2 norte) | Regular C                                               |
| 2                             | Canaval y Moreyra / Andrés Reyes               | Regular C · Expreso 1 · Expreso 8                       |
| RAMAL ALFONSO UGARTE - ESPAÑA |                                                |                                                         |
| RAMAL NORTE                   |                                                |                                                         |
| 3                             | Terminal Naranjal (Embarque 6)                 | Regular A · Regular B · Expreso 2 · Super Expreso Norte |

## Lugares recurrentes en los distritos de la trayectoria
Independencia
- Mercado Los Incas : Avenida Contisuyo 530

- Gasolinera Repsol: Av. Gerardo Unger 3869.
- Clínica Jesús del Norte:Av. Carlos Izaguirre 173.
- Municipalidad de Independencia: Av. María Prado de Bellido 800.
- Gran terminal terrestre Plaza Norte: Av. Tupac Amaru 6899.
- Mercado Central FEVACEL: Av. Tomás Valle 111.

San Martín de Porres - Rímac
- Hospital de la Solidaridad "UNI"
- Sede Universidad de Ingeniería, Av. Gerardo Unger 254
- Fuerte General de División Rafael Hoyos Rubio: Av. Túpac Amaru 100
- Centro comercial "Caquetá Plaza": Av. Caquetá 399.
- Galerías Caquetá: Av. Caquetá 425.
- Mercado Mayorista de Frutas "El Trébol de Caquetá": Av. Caquetá 800.

Centro de Lima - Breña (ramal de Av. Alfonso Ugarte y Av. España.)
- Plaza Dos de Mayo,Av. Alfonso Ugarte 595.
- Hospital Nacional Arzobispo Loayza:Av. Alfonso Ugarte 848.
- Sede de "Casa del Pueblo APRA": Av. Alfonso Ugarte 1012.
- Hospital Nacional Docente Madre Niño San Bartolomé: Av. Alfonso Ugarte 825.
- Supermercado Metro Breña: Av. Alfonso Ugarte 1164.
- Supermercado Plaza Vea Alfonso Ugarte: Av. Alfonso Ugarte 1175.
- Sede Policía Nacional Del Perú:Av. Bolivia 475.
- Comisaría Alfonso Ugarte: Av. Alfonso Ugarte 1352.
- Central Operativa de Investigación Policía Nacional del Perú: Av. España 321.
- Real Plaza Centro Cívico (Conexión directa con la Estación Central)
- (Arriba de la Estación Central) Palacio de Justicia de la Republica del Perú, Av. Paseo de la República

- (Arriba de la Estación Central) Sheraton Lima Historic Center (Hotel Sheraton) Av. Paseo de la República 170

San Isidro
- Edificio Interbank (Limite con La Victoria), calle 197 av. Carlos Villarán
- The Westin Lima Hotel & Convention Center, calle 450 av. las Begonias 450
- Sede Ajinomoto del Perú S.A. (Limite con La Victoria), calle 2455 av. P. de la República
- Hipermercado Tottus, Saga Falabella y Ripley, entre las calles 785 y 545 de la av. las Begonias
- Supermercado Plaza Vea San Isidro, calle 3440 av. P.º de la República
- Tienda Paseo de la Republica-Entel, calle 3490 av. P.º de la República
- Secretaría General de la Comunidad Andina, calle 3895 av. P.º de la República 3895

Miraflores
- Restaurante Oriental Kuo Wha, calle 5046 av. P.º de la República 5046
- Centro Comercial Inka Plaza, calle 5031 av. Arequipa
- Tottus Express, calle 1003 av. 28 de Julio

Surquillo
- Mercado Nº 1 de Surquillo, calle 5447 av. P.º de la República

- Regular
- Regular

- Expreso
- Expreso
- Expreso
- Expreso
- Expreso
- Expreso

- Super Expreso Norte

1. ↑  TheFullnoticias (27 de marzo de 2012), El Súper Expreso de El Metropolitano inició operaciones esta mañana, consultado el 31 de enero de 2025.
2. ↑  «Conoce la ruta y horarios del SÚPER EXPRESO». Conoce la ruta y horarios del SÚPER EXPRESO.
3. ↑  «Ruta mañanera Súper Expreso».
4. ↑  «Ruta en las tardes Super Expreso».

- Autoridad de Transporte Urbano para Lima y Callao
- Sitio web del Metropolitano

- Datos: Q131930351